# Údolí Plakánek
Údolí Plakánek este o arie protejată (arie specială de conservare — SAC, sit de importanță comunitară — SCI) din Republica Cehă întinsă pe o suprafață de 90,13 ha, integral pe uscat.

## Localizare
Centrul sitului Údolí Plakánek este situat la coordonatele 50°29′01″N 15°08′04″E / 50.483611°N 15.134444°E.

## Înființare
Situl Údolí Plakánek a fost declarat sit de importanță comunitară în aprilie 2005 pentru a proteja 1 specie de plante. Situl a fost protejat și ca arie specială de conservare în iulie 2012.

## Biodiversitate
Situată în ecoregiunea continentală, aria protejată conține 1 habitat natural: Peșteri inaccesibile publicului.
La baza desemnării sitului se află o specie protejată de  plante: Trichomanes speciosum.